# Aulorhynchus
Aulorhynchus is een geslacht van straalvinnige vissen uit de familie van buissnavelvissen (Aulorhynchidae).

## Soort
- Aulorhynchus flavidus Gill, 1861